# لین (میسیسیپی)
لین (به انگلیسی: Linn) یک منطقهٔ مسکونی در ایالات متحده آمریکا است که در شهرستان سانفلاور، میسیسیپی واقع شده‌است. لین ۴۱٫۱۵ متر بالاتر از سطح دریا واقع شده‌است.